# Altri
Altri SGPS SA er en portugisisk skovindustri- og skovbrugskoncern med hovedsæde i Porto. Deres primære produkter er papirmasse, papirindustri og skovbrug med henblik på tømmer. Desuden har de energiproduktion. Altri blev oprettet ved et virksomhedsspin-off fra Cofina-koncernen i 2005.